# Seine
Seine (Sena) je rijeka u sjevernoj Francuskoj. Izvire na ravnici kod Langresa, teče prema zapadu i kod Le Havrea se ulijeva u kanal La Manche. Svojom dužinom od 776 km je ona po dužini treća rijeka u Francuskoj. Razvođe joj obuhvaća oko 75.000 km². Obala rijeke u dijelu kojim protječe kroz Pariz uvrštena je u UNESCO-ov popis mjesta svjetske baštine u Europi.
Pritoke su joj Aube, Marna i Oise. Na njoj su luke Rouen i Pariz.
Porječje obuhvaća dio Francuske te djelić Belgije (dio porječja Oise).
Preko Seine je izgrađeno 37 mostova u Parizu (kao što su Pont Louis-Philippe i Pont Neuf) te desetak izvan grada od kojih je najslavniji Pont de Normandie koji povezuje Le Havre i Honfleur, jedan od najdužih visećih mostova na svijetu (856 m).

## Obale rijeke Seine u Parizu
Obale Seine u Parizu, točnije između mostova Pont de Sully i Pont d’Iéna i njihova okolica, zaštićena su UNESCOva svjetska baština. 
Od Louvrea do Eiffelovog tornja, od Place de la Concorde do Grand i Petit Palais, evolucija Pariza i njezine povijesti može se vidjeti uz rijeku Seinu. Katedrala Notre-Dame u Parizu i Sainte Chapelle, arhitektonska su remek-djela gotike, dok su Haussmannovi široki trgovi i bulevari utjecali na razvoj svjetskog urbanizma od kasnog 19. stoljeća.

## Vanjske poveznice
|  | Zajednički poslužitelj ima još gradiva o temi Seine |

- Seine Hrvatska enciklopedija. LZMK
- Fotografije  Arhivirana inačica izvorne stranice od 1. listopada 2011. (Wayback Machine)
- Google maps Street View  Arhivirana inačica izvorne stranice od 26. srpnja 2010. (Wayback Machine)

|  | Portal Francuske – Pristup člancima s tematikom o Francuskoj. |